# Bundesstraße 226
De Bundesstraße 226 (ook wel B226) is een bundesstraße in de Duitse deelstaat Noordrijn-Westfalen.
De B226 begint bij Gelsenkirchen en loopt verder via Bochum en Herne om te eindigen in Hagen. De B226 is ongeveer 43 km lang.

## Routebeschrijving
De B226 begint bij de afrit Gelsenkirchen-Buer-West aan de A52 een loopt door Gelsenkirchen-Buer waar de B227 aansluit. De B226 loopt door Herne waar bij afrit Herne-Crange de A42 kruist. De B226 mog loopt door Bochum waar ze bij afrit Bochum-Hamme de A40 kruist en bij afrit Bochum-Laer aansluit op de A448.
Vervanging
Tussen afrit Bochum-Laer en afrit Witten-Zentrum is de B226 vervangen door de A448.
Voortzetting
Vanaf afrit Witten-Zentrum van de A448 waar de B235 vanuit het noorden aansluit loopt de B226 verder door de plaatsen Witten en
Wetter waar de weg de B234 kruist, loopt door Hagen waar ze bij afrit Hagen-West de A1 kruist, waarna de B226 eindigt op een kruising met de B54.
B1 · B3 · B7 · B8 · B9 · B10 · B26 · B27 · B35 · B37 · B38 · B39 · B40 · B41 · B42 · B43 · B43a · B44 · B45 · B47 · B48 · B49 · B50 · B51 · B52 · B53 · B54 · B55 · B55a · B56 · B56n · B57 · B58 · B59 · B61 · B62 · B63 · B64 · B65 · B66 · B66n · B67 · B68 · B70 · B80 · B83 · B84 · B219 · B220 · B221 · B223 · B224 · B225 · B226 · B227 · B228 · B229 · B230 · B231 · B233 · B234 · B235 · B236 · B237 · B238 · B239 · B241 · B249 · B250 · B251 · B252 · B253 · B254 · B255 · B256 · B257 · B258 · B259 · B260 · B261 · B262 · B263 · B264 · B265 · B266 · B267 · B268 · B269 · B270 · B271 · B272 · B274 · B275 · B277a · B278 · B279 · B284 · B288 · B323 · B324 · B326 · B327 · B399 · B400 · B403 · B405 · B406 · B407 · B409 · B410 · B411 · B412 · B413 · B414 · B416 · B417 · B418 · B419 · B420 · B421 · B422 · B423 · B424 · B426 · B427 · B428 · B429 · B448 · B449 · B450 · B451 · B452 · B453 · B454 · B455 · B456 · B457 · B458 · B459 · B460 · B469 · B473 · B474 · B475 · B476 · B477 · B478 · B479 · B480 · B481 · B482 · B483 · B484 · B485 · B486 · B487 · B488 · B489 · B499 · B504 · B506 · B507 · B508 · B509 · B510 · B511 · B513 · B514 · B515 · B516 · B517 · B519 · B520 · B521 · B525 · B528 · B611